# 제100군수사령부
제100군수사령부(第100軍需司令部, 100th Logistical Command) 또는 십자성부대(十字星 部隊)는 베트남 전쟁에 참전하는 주월 한국군의 전투근무지원 사령부였다.

## 역사
3차 월남파병 결의안의 통과로 사령부는 1965년 9월 1일 강원도 홍천군에서 군수지원사령부로 창설되었다. 이범준 준장이 첫 사령관으로 임명되었으며, 그는 19개 지원 부대(7개 기술병과)를 이끌고 수도 사단에 배속되어 1965년 11월 3일까지 베트남 공화국 중남부 뀌년에 상륙하였다.
1966년 6월 1일, 약 8천명으로 증원된 제100군수사령부로 개편하였으며, 수도 사단에서 주월한국군사령부로 배속 전환되었다. 사령부는 모든 배속 부대를 이끌고 북쪽으로 타인호아와 서쪽으로 깜라인, 남동쪽으로 냐짱으로 갈라지는 1번 국도 중간에 기지를 세우고 주둔하고 시작하였다.
1967년 10월 6일 제11항공중대가 창설되었다. 중대는 탄손누트에 U-8 1대, UH-1H 2대, 냐짱에 U-6 2대, 주월한국군사령부가 있는 사이공에 UH-1D 7대를 운용하였다.
1970년 5월 제103공병대대가 건설 사업을 위해 사이공으로 건너가 건설 지원단에 배속되었다.
1973년 2월 3일부터 병력을 철수하기 시작하여 3월 23일에 베트남을 완전히 떠났다.

## 편성
| - 사령부 본부 - 본부중대 - 제6후송병원 - 제103공병대대 - 해병지원대대 - 자동차, 치료중대 - 본부, 탄약, 헌병소대 - 병기, 병참지원대 - 공병, 군사 정보, 방첩대 - 화학정비보급반 - 제26헌병중대 - 제10병기중대 - 제102탄약중대 - 제239수송자동차중대 - 제257병참중대 - 제1화학지원소대 - 제1통신근무대 - 군사정보대 - 방첩대 | - 제1군수지원단 (1966년 8월 14일) - 제11군수지원 대대 - 제103공병대대 - 제239수송자동차대대 - 제6후송병원 - 제2군수지원단; 1966년 9월 7일 - 제12군수지원대대 - 제116공병대대 - 제237수송자동차대대 - 제102후송병원 - 제257병참대대 - 제258병참대대 - 제301병참대대 - 제302병참대대 - 영헌근무중대; 1967년 7월 1일 - 제5통신중대 - 제1치료중대 - 제1화학중대 - 제5경비중대 - 제11항공중대 - 제26헌병중대 - 제53탄약중대 - 제62헌병중대 - 제101경비중대; 1967년 9월 5일 - 제102탄약중대 - 제8인쇄대 - 제207보충대 |

## 같이 보기
- 주월한국군사령부
- 맹호사단
- 백마사단
- 청룡여단

## 참고

### 온라인
- “베트남전쟁사 - 제100군수 사령부”. 국방부 군사편찬연구소. 2014년 4월 19일에 원본 문서에서 보존된 문서. 2014년 4월 17일에 확인함.
- Brian T. Kim. “Republic of Korea Armed Forces in Vietnam 1964-1973”. 2005년 9월 1일에 원본 문서에서 보존된 문서. 2011년 12월 22일에 확인함.